# Lennart Steffensen
Lennart Steffensen (Oslo, 12 luglio 1977) è un ex calciatore norvegese, di ruolo centrocampista.

## Carriera

### Club
Steffensen entrò a far parte della prima squadra dello Skeid nel 1996 inoltrato. L'11 aprile 1999 debuttò nella Tippeligaen, giocando da titolare nella sconfitta per cinque a zero in casa dello Stabæk. Il 2 maggio dello stesso anno, segnò la prima rete nella massima divisione norvegese: realizzò infatti un gol nel successo per quattro a zero sullo Strømsgodset.
L'anno seguente, passò allo Stabæk. Giocò il primo incontro per il nuovo club il 16 aprile 2000, subentrando a Tommy Stenersen nella sconfitta per due a zero in casa dell'Odd Grenland. Nel corso dello stesso anno, si trasferì al Vålerenga: esordì in squadra il 20 agosto 2000, nella sconfitta interna contro il Brann per uno a zero. La squadra retrocesse in 1. divisjon alla fine della stagione e, proprio in questa divisione, Steffensen siglò il primo gol con questa casacca: fu autore di una rete ai danni dello Hønefoss in data 17 giugno 2001, in un match vinto dal suo club per sette a due.
L'anno seguente, passò in prestito proprio allo Hønefoss, sempre in 1. divisjon. Il primo incontro con questa squadra lo disputò il 7 maggio 2002, entrando in campo in sostituzione di Tom Gulbrandsen nella sconfitta per tre a uno in casa del Tromsø. Il 29 maggio firmò la prima marcatura per il club, nel quattro a due inflitto allo Hødd.
Nel 2006, passò al Notodden e nel 2009 tornò allo Hønefoss. Qui, conquistò la promozione nella Tippeligaen durante il campionato 2009, ma la squadra retrocesse nel 2010. Nel 2012 si trasferì allo Jevnaker.
Il 26 gennaio 2016 ha fatto ritorno all'Hønefoss, a cui si è legato con un contratto annuale.